# Motyxia dissecta
Motyxia dissecta är en mångfotingart som beskrevs av Ottis Robert Causey och Tiemann nec Wood 1967. Motyxia dissecta ingår i släktet Motyxia och familjen Xystodesmidae. Inga underarter finns listade i Catalogue of Life.